# Alexandre Bardenet
Alexandre Bardenet, né le 26 mai 1990, est un escrimeur français spécialiste de l'épée.

## Carrière
Dans la catégorie junior, Alexandre Bardenet enchaîne durant la saison 2009-2010 trois podiums de coupe du monde, suivi d'une médaille d'argent aux championnats du monde. Il termine cette saison à la troisième place du classement mondial.
La transition au niveau senior est plus difficile, en particulier du fait de la densité de l'équipe de France d'épée hommes qui oblige à des roulements parmi les tireurs français les moins bien classés en coupe du monde. Plusieurs qualifications pour les tableaux finaux de différentes épreuves permettent d'apporter quelques points, qui classent Bardenet dans un premier temps, entre 2010 et 2015, entre la 100e et la 200e place du classement général. En 2014, il devient vice-champion de France en individuel. Lors de la saison 2015-2016, un quart de finale à Paris lui permet d'intégrer le top 100 mondial pour la première année. Son classement fait un bond la saison suivante (2016-2017), alors qu'il prend la deuxième place du Grand Prix de Doha, son premier podium en coupe du monde. Il enregistre sa première victoire internationale lors de l'étape de Coupe du Monde à Heidenheim le 11 janvier 2019. Ce succès lui permet de faire un bond au classement mondial, passant ainsi de la 169e position à la 44e.
Pour sa première participation aux championnats du monde en 2019, et alors qu'il revient de blessure, il accède aux 8èmes de finale en individuel et termine 14ᵉ, ce qui lui permet d'entrer dans le classement des 20 premiers escrimeurs mondiaux. Le 22 juillet 2019, il est sacré champion du monde d'épée avec l'équipe de France, aux côtés de Yannick Borel, Daniel Jérent et Ronan Gustin.

## Classement en fin de saison
| Année | 2009 | 2010 | 2011 | 2012 | 2013 | 2014 | 2015 | 2016 | 2017 | 2018 | 2019 | 2020 | 2021 | 2022 | 2023 |
| ----- | ---- | ---- | ---- | ---- | ---- | ---- | ---- | ---- | ---- | ---- | ---- | ---- | ---- | ---- | ---- |
| Rang  | 702  | 387  | 155  | 212  | 191  | 101  | 153  | 83   | 32   | 160  | 17   | 11   | 12   | 7    | 8    |

## Palmarès
- Championnats du monde
  -  Médaille d'or par équipes aux championnats du monde de 2019 à Budapest
  -  Médaille d'or par équipes aux championnats du monde de 2022 au Caire
  -  Médaille d'argent par équipes aux championnats du monde de 2023 à Milan

- Championnats d'Europe
  -  Médaille d'or par équipes aux championnats d'Europe de 2024 à Bâle
  -  Médaille d'or par équipes aux championnats d'Europe de 2025 à Gênes
  -  Médaille de bronze par équipes aux championnats d'Europe de 2022 à Antalya